# Puértolas
Puértolas – gmina w Hiszpanii, w prowincji Huesca, w Aragonii, o powierzchni 99,86 km². W 2011 roku gmina liczyła 225 mieszkańców.